# میله اشکوریچ
میله اشکوریچ (انگلیسی: Mile Škorić؛ زادهٔ ۱۹ ژوئن ۱۹۹۱) بازیکن فوتبال اهل کرواسی است.
از باشگاه‌هایی که در آن بازی کرده‌است، می‌توان به باشگاه فوتبال اچ‌ان‌کی گوریتسا و باشگاه فوتبال اوسیک اشاره کرد.
وی همچنین در تیم ملی فوتبال کرواسی بازی کرده‌است.